# Arorae
Arorae  je naseljeni koraljni otok u sastavu Kiribata.

## Zemljopis
Nalazi se u južnom dijelu Gilbertovih otoka, 85 km jugoistočno od Tamane i 135 km južno od Nikunaua.

## Stanovništvo
Prema popisu stanovništva iz 2005. godine, na otoku je živjelo 1256 osoba (627 muškaraca i 629 žena) raspoređenih u dva naselja: Tamaroa (492) i Roreti (764).
| broj stanovnika | 1470  | 1440  | 1248  | 1225  | 1256  |
|                 | 1985. | 1990. | 1995. | 2000. | 2005. |

## Vanjske poveznice
|  | Zajednički poslužitelj ima još gradiva o temi Arorae |